# Olybrius
Anicius Olybrius († 22. října nebo 2. listopadu 472) byl západořímský císař od dubna 472 do své smrti.
Tento bohatý senátor pocházející z velice urozeného rodu Aniciů se oženil s Placidií, mladší dcerou Valentiniana III. V důsledku manželství s ní se později stal švagrem syna vandalského krále Geisericha, který ho opakovaně prosazoval jako uchazeče západního trůnu. Východořímský císař Leon I. ho v roce 472 vyslal do Říma urovnat spor mezi vládcem Západu Anthemiem a generálem Ricimerem. Generál ho však krátce po příchodu do Itálie ustavil za císaře jako svoji loutku. Skutečnou vládu vykonával místo Olybria nejprve Ricimer a po něm jeho synovec Gundobad.

## Život

### Původ a svatba s Placidií
Olybrius pocházel ze starobylého a vlivného italského rodu Aniciů. Podle široce přijímané hypotézy byl potomkem Anicia Hermogeniana Olybria, konzula v roce 395, jehož manželka a sestřenice Anicia Juliana se jmenovala stejně jako Olybriova dcera. Někteří historikové toto zpochybňují a namítají, že Juliana bylo běžné ženské jméno vyskytující se v rodu Aniciů, přičemž Hermogenianus zřejmě zanechal jedinou dceru, jež složila řeholní slib. Další z teorií naznačuje, že Olybriovým otcem mohl být císař Petronius Maximus.
Olybrius se oženil s Placidií, mladší dcerou západořímského císaře Valentiniana III. a jeho manželky Licinie Eudoxie. Tím došlo k navázání příbuzenství mezi předním italským aristokratickým rodem a theodosiovskou dynastií, jehož cílem mohlo být upevnění Valentinianova politického postavení. Rok konání svatby sice není znám, z tvrzení historika Priska se nicméně dovozuje, že se tak mohlo stát někdy před vypleněním Říma Vandaly v roce 455. Mocný západořímský patricius a magister militum Aetius donutil Valentiniana, aby zasnoubil Placidii za svého syna Gaudentia. Olybrius se s ní tedy nemohl oženit dříve, než Aetius v září 454 podlehl atentátu ze strany císaře. Nelze vyloučit, že sňatek se uskutečnil až po Valentinianově zavraždění v březnu 455 a následném nástupu Petronia Maxima na trůn. Maximus si v zájmu konsolidace čerstvě nabyté vlády vzal za manželku Valentinianovu vdovu Licinii Eudoxii a svého syna Palladia oženil s Valentinianovou starší dcerou Eudokií. Historikové považující Olybria za Maximova syna se proto domnívají, že svatba mezi ním a Placidií se udála někdy mezi polovinou března a koncem května 455, kdy byl Maximus zabit. Někteří současní badatelé navíc poukazují na Hydatiovu kroniku, dle níž zůstala Placidie v této době neprovdaná. Ke svatbě mezi ní a Olybriem mohlo na základě této teorie dojít až na počátku šedesátých let.

### Kandidát Vandalů

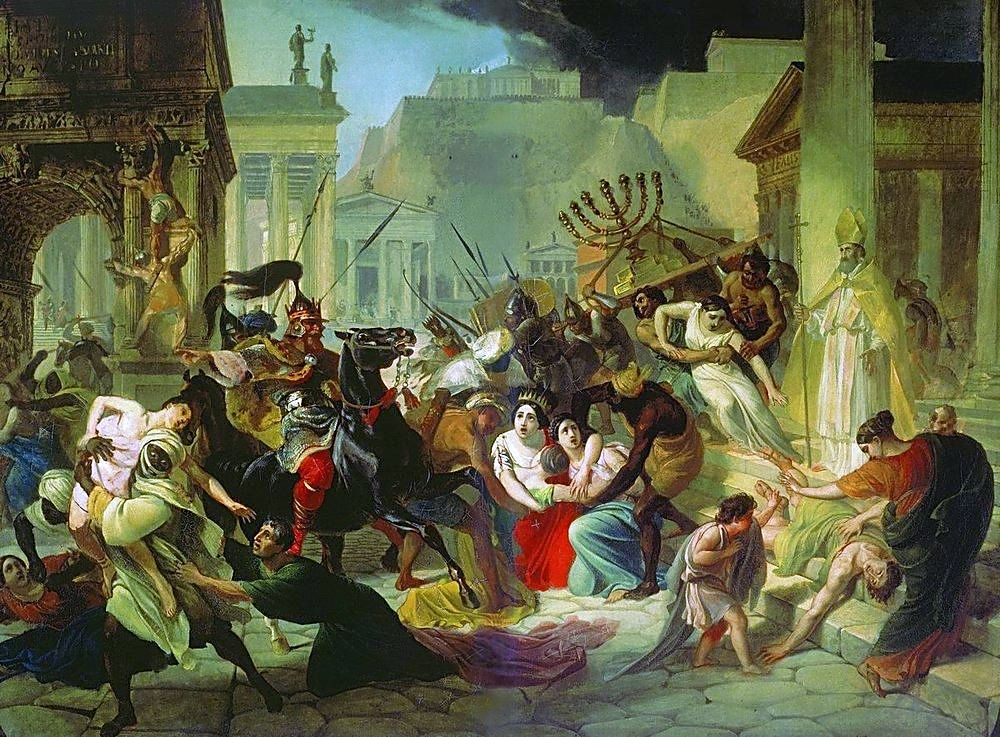
Geiserich plenící Řím, obraz od Karla Brjulova

Po Valentinianově smrti zasáhla západořímskou říši nestabilita, již využili Vandalové, vedení králem Geiserichem, k námořní výpravě do Itálie a vyplenění Říma. Poté se vrátili do Afriky, kam vedle četných senátorů odvedli jako rukojmí i Licinii Eudoxii a obě její dcery. Byzantský kronikář Ioannes Malalas k tomu uvádí, že Olybrius se tehdy nacházel v Konstantinopoli. Podle církevního historika Euagria Scholastika měl ovšem uprchnout z Říma při příchodu Geiserichova vojska. Během svého pobytu v Konstantinopoli Olybrius projevoval silný zájem o náboženské záležitosti. Mimo jiné navštívil asketického mnicha Daniela Stylitu, jenž měl předpovědět návrat Licinie Eudoxie ze zajetí v Africe.
Zatímco se Olybrius zdržoval na Východě, na Západě pokračovalo v rychlém sledu střídání císařů. Všemocný barbarský magister militum Ricimer zavraždil v roce 461 císaře Maioriana, načež Geiserich podpořil Olybria jako jeho nástupce. Geiserichův syn Hunerich se oženil s Eudokií, starší sestrou Placidie, čímž se stal Olybriovým švagrem. Geiserich by se tedy dosazením Olybria mohl na Západě domoci značného vlivu. Vandalský král propustil Licinii Eudoxii a Placidii ze zajetí. Zároveň vystupňoval svůj tlak vůči Ricimerovi soustavným drancováním pobřežních oblastí Sicílie a Itálie. Jeho záměr ztroskotal, neboť Ricimer ustavil novým císařem povolného senátora Libia Severa.
Placidie se v Konstantinopoli shledala se svým manželem a v roce 462 mu porodila dceru pojmenovanou Anicia Juliana. Společně pak nechali renovovat kostel svaté Euphemie, založený Placidiinou matkou Eudoxií. I přes Geiserichovy zjevné sympatie východní císař Leon I. poctil Olybria v roce 464 úřadem konzula. Když Libius Severus roku 465 zemřel, Geiserich získal opět příležitost k prosazování Olybria na uvolněný západní trůn. Leon nicméně s Ricimerovým svolením vybral za císaře Západu východního aristokrata Procopia Anthemia, s jehož pomocí hodlal vést válku proti Vandalům. V reakci na Anthemiovo jmenování vandalský král pokračoval v ničivém pustošení římského území.

### Získání trůnu
Olybrius setrval na Východě až do roku 472, kdy ho Leon vyslal do Itálie jako představitele římského senátu, aby tam urovnal nepřátelství mezi Anthemiem a Ricimerem. Jejich postupně se prohlubující odcizení přerostlo na počátku tohoto roku v otevřený konflikt, během něhož Ricimer několik měsíců obléhal Anthemia v Římě. Olybrius se měl potom odebrat do Afriky ke Geiserichovi, jehož měl přimět k usmíření s Leonem. Jakmile Olybrius odcestoval na západ, Leon poslal tajný dopis, v němž vybízel Anthemia, aby ho odstranil. Ricimerovy stráže v Portu ale tento dopis zadržely a předaly generálovi. Ten ho ukázal Olybriovi, čímž ho přesvědčil, aby přijal vládu.
Prameny se poněkud rozcházejí ohledně časové posloupnosti událostí vztahujících se k Olybriově intronizaci. Malalas popisuje, že Anthemius byl zabit v bazilice svatého Petra, načež Ricimer se souhlasem senátu ustavil Olybria za císaře. Podle dalších pramenů ho však generál dosadil na trůn ještě před tím, než byl Anthemius v červenci 472 zabit. Novodobí badatelé se vesměs shodují, že Ricimer prohlásil Olybria císařem proti Anthemiovi v dubnu 472. Olybrius, prominentní italský senátor, představoval pro tamější aristokracii mnohem přijatelnějšího kandidáta než Řek Anthemius. Jeho kontakty s Geiserichem mohly navíc posloužit k ukončení devastujícího nepřátelství s Vandaly.

### Krátká vláda a smrt
O Olybriově panování se nedochovaly téměř žádné informace. Jedinou zaznamenání hodnou událostí byla Ricimerova smrt v srpnu 472 a následné povýšení jeho synovce Gundobada do hodnosti patricius a magister militum. Olybrius se i nadále zabýval patrně jen náboženskými otázkami, což naznačují jím ražené zlaté mince. V rozporu s dosavadními zvyklostmi nechal razit solidy nesoucí křesťansky znějící nápis Salus Mundi („Blaho světa“) namísto tradičního Salus Reipublicae („Blaho státu“). Tuto zásadní změnu pravděpodobně inicioval sám císař, dávající tímto způsobem najevo svoji zbožnost.
Šest nebo sedm měsíců po nástupu na trůn Olybrius zemřel na vodnatelnost. Nejasnosti panují ohledně data jeho skonu, k němuž mělo dojít 22. října, případně 2. listopadu 472. O několik měsíců později učinil Gundobad Olybriovým nástupcem vojenského velitele Glyceria.
Olybrius představuje ukázkový příklad jednoho ze stínových císařů, vládnoucích Západu na sklonku jeho existence. O bezvýznamnosti jeho panování svědčí to, že většina pramenů zmiňuje nanejvýš jeho začátek a konec. Prokopios z Kaisareie ho dokonce zaměňuje s Juliem Nepotem. Navzdory tomu se tato efemérní postava římských dějin dočkala uměleckého ztvárnění v opeře Flavio Anicio Olybrio, zkomponované na počátku 18. století italským skladatelem Nicolou Porporou.